# Burgena educta
Burgena educta là một loài bướm đêm trong họ Noctuidae.